# Craig Curran
Craig Carl Curran (* 23. August 1989 in Liverpool) ist ein englischer Fußballspieler, der zuletzt beim FC Dundee unter Vertrag stand.

## Karriere
Craig Curran begann seine Karriere auf der anderen Flussseite des River Mersey in Birkenhead, unmittelbar seiner Geburtsstadt Liverpool entfernt bei den Tranmere Rovers. Im April 2006 unterschrieb er seinen ersten Vertrag als Profi bei den Rovers. Im Januar 2007 gab er für den damaligen Drittligisten sein Debüt als Profispieler gegen Bristol City. Drei Monate später gelang ihm in seinem zweiten Spiel gegen Brighton & Hove Albion das erste Tor. Am 5. Mai 2007 erzielte Curran den schnellsten Hattrick in der Vereinsgeschichte der Rovers, als er gegen den FC Brentford nach 36 Minuten dreimal traf. In vier Spielen, die er in der Saison 2006/07 gespielt hatte, traf er ebenso oft ins gegnerische Tor. Bereits in der Saison 2007/08 konnte sich Curran in die Stammformation spielen und absolvierte 35 Ligaspiele. Nach einer verlorenen Saison durch eine Leistenverletzung bedingt, war er ein Jahr später wieder als Stammspieler in der Mannschaft aktiv. Obwohl ihm am Ende der Spielzeit 2009/10 eine Vertragsverlängerung angeboten wurde, wechselte der Stürmer im Juni 2010 zu Carlisle United. 
In seinem ersten Jahr war er auch dort in der Startelf zu finden. Im zweiten Jahr kam er nur noch sporadisch zum Einsatz. Von März bis April 2012 wurde Curran an den Viertligisten FC Morecambe verliehen. Im August 2012 unterschrieb Curran beim FC Rochdale. Dieser verlieh ihn im November 2012, in die National League North zum FC Chester. Danach wurde er an den Limerick FC nach Irland weiter verliehen. Dort zeigte er sich sehr Treffsicher und wurde fest verpflichtet. Im August 2014 kehrte er zurück nach England. Für sechs Monate spielte er für Nuneaton Town in der National League, bevor er im Januar 2015 bei Ross County in Schottland unterschrieb. Mit dem Verein gewann er 2016 den Ligapokal gegen Hibernian Edinburgh. Nachdem der Verein 2018 aus der Premiership abgestiegen war, wechselte Curran zu Dundee United. Beim Zweitligisten verblieb er ein halbes Jahr, wechselte dann aber zum Stadtrivalen FC Dundee der von seinem ehemaligen Manager von Ross County Jim McIntyre trainiert wurde. Auch mit dem FC Dundee stieg er ab.